# Macskabölcső (regény)
A Macskabölcső Kurt Vonnegut negyedik regénye, amit először 1963-ban publikáltak. A könyv körbejárja a tudomány, a technológia és a vallás problémaköreit, szatirikusan ábrázolja a fegyverkezési versenyt és célba vesz sok mást is.
Magyarul először az Európa Könyvkiadónál jelent meg a mű Borbás Mária és Orbán Ottó (versek) fordításában, 1978-ban.
A regény címe a macskabölcső játéktól származik. A könyv elején kiderül, hogy Felix Hoenikker egy macskabölcsővel játszott, amikor az atombombát ledobták Hirosimára, később erre fia, Newt Hoenikker emlékszik vissza.

## Háttér
A második világháború után Vonnegut a General Electric közönségkapcsolatok osztályán dolgozott. A GE tudósokat alkalmazott kutatási feladatokra, Vonnegut feladata volt ezekkel a tudósokkal interjút készíteni és jó történeteket keresni a kutatásaikról. Vonnegut úgy érezte, hogy az idősebb tudósok közömbösek az iránt, hogy a felfedezéseik mire használhatóak. Dr Felix Hoenikker modellje Vonnegut bátyjának munkatársa, a Nobel-díjas Irving Langmuir lett. Vonnegut a The Nation-nek adott interjújában így nyilatkozott Irvin Langmuir-ról: 

„Langmuir teljesen közömbös volt az iránt, hogy mire lehet használni azokat az igazságokat, amiket a kőből előásott és odaadott bárkinek, aki éppen körülötte volt, de minden felfedezés, amit tett, gyönyörű volt önmagában, és átkozottul nem érdekelte, ki kapja meg következőnek.
”

## Cselekménye
|  | Alább a cselekmény részletei következnek! |

A könyv elején a narrátor, John, vagy helyenként Jonah elbeszéli azt az időszakot, amikor könyvet tervezett írni arról, hogy mit tettek fontos amerikaiak azon a napon, amikor Hirosimára ledobták az első atombombát. Míg ezt a témát kutatja, John foglalkozni kezd Felix Hoenikker Nobel-díjas atomkutató gyermekeivel. John Iliumba utazik, hogy a tudós gyerekeivel és másokkal interjút készítsen a könyvéhez. Iliumban találkozik Dr. Asa Breeddel, aki „papíron” Felix Henikker munkáját felügyeli. Ahogy a cselekmény halad, John tudtára jut egy szuperjégnek nevezett anyag, amelyet Felix Hoenikker hozott létre és most titokban gyermekei birtokolják. A szuperjég a víz egy alternatív megjelenési formája, ami szobahőmérsékleten szilárd. Amint a szuperjég egy darabja vízzel érintkezik, kristályszerkezetét átadja, ilyen módon azt is szuperjéggé alakítja.
John és Hoenikker gyermekei végül egy képzeletbeli Karib-tengeri szigeten, San Lorenzón találkoznak, ami a föld legszegényebb országai közé tartozik és ahol az angol nyelvnek egy kreol dialektusát beszélik. A sziget „Papa” Monzano diktátor irányítása alatt áll.
San Lorenzo szokatlan történelemmel és hagyományokkal rendelkezik, amit John egy könyvből ismer meg, amelyet a frissen kinevezett amerikai nagykövet ad kölcsön neki. Ekkor olvas először a szigeten elterjedt furcsa posztmodern vallásról, amit bokononizmusnak neveznek. Ez a vallás pimasz, nihilista és cinikus tanításokat terjeszt az életről és Isten akaratáról, furcsa, de békés szertartásokkal. Bár a szigeten látszólag mindenki sokat tud Bokononról és az általa alapított vallásról, a kormányzat kereszténynek nevezi magát és a bokononista szertartások résztvevőit kivégzéssel fenyegeti.
A történet során San Lorenzo társadalma sokkal bizarrabbnak és rejtélyesebbnek bizonyul, mint eleinte sejteni lehetett. Ahogy John megfigyeli a sziget legbefolyásosabb embereinek életét, kiderül, hogy egyszer Bokonon volt a sziget tulajdonképpeni uralkodója egy szökött amerikai katonával. Ők ketten hozták létre a bokononizmus vallást, hogy irányítsák a lakosságot. A vallás betiltásának csupán annyi volt a célja, hogy tiltott dolgok örömét adja. Majdnem minden San Lorenzó-i bokononista, köztük maga a „Papa” Monzano, a sziget diktátora is, a kivégzések pedig nagyon ritkák.
Amikor John és a többi utazó megérkezik a szigetre, „Papa” Monzano üdvözli őket. Hamar kiderül, hogy halálosan beteg és Frankin Hoenikkert kívánja megnevezni utódjaként. Franklinnak viszont nincs kedve hozzá, és hamar felajánlja az elnökséget Johnnak, aki kelletlenül elfogadja.
A diktátor később szuperjeget használ öngyilkossághoz, hogy elkerülje a szenvedést. A szuperjég tulajdonságainak megfelelően teste azonnal szuperjéggé fagy szobahőmérsékleten.
A Johnt elnöki tisztségbe beiktató ceremónián San Lorenzo légiereje tart bemutatót. Az egyik repülőgép a diktátor tengerparti rezidenciájába csapódik és a diktátor még mindig fagyott holttestét a tengerbe löki. A föld minden tengere és óceánja szuperjéggé fagy, elpusztítva majdnem minden életet.
Johnnak sikerül megszöknie feleségével, a San Lorenzó-i születésű Monával. Később felfedeznek egy tömegsírt, ahol a túlélő San Lorenzó-iak megölték magukat Bokonon tréfás tanácsára. Mona is öngyilkos lesz. John egy barlangban talál menedéket egy amerikai párral és Felix Hoenikker két fiával. Itt él hónapokig és egy emlékiratot ír, mely maga a regény. A könyv a megfáradt Bokononnal való találkozással végződik, amint utolsó szavait kimondja. Bokonon megállapítja, hogy ha fiatalabb lett volna, inkább megmászta volna a McCabe hegyet és a csúcsán hagyott volna egy könyvet az emberi hülyeségről.
|  | Itt a vége a cselekmény részletezésének! |

## Utalások
- A szuperjég Irving Langmuir ötlete, ezzel szórakoztatta H. G. Wells-t 1930-ban.
- Illium Trója latinosított görög nevéből (Ἴλιον) származik. A város neve más Vonnegut regényekben is előfordul.
- A bostoni Ice Nine Kills metalcore együttes nevét a szuperjégről kapta.
- A csodálatos Pókember című filmben Gwen Stacy a Macskabölcsőt olvassa a karakter bemutatásakor. Maga a film is egy szuperjéghez hasonló fenyegetésről szól.
- A Grateful Dead nevű rockegyüttes elindított egy Ice Nine nevű kiadót
- Joe Satriani Surfing with the Alien című instrumentális albumán van egy "Ice 9" című szám

## Magyarul
- Macskabölcső. Regény; ford. Borbás Mária, versford. Orbán Ottó, ill. Réber László; Európa, Bp., 1978
- Macskabölcső / Cat's cradle; ford. Borbás Mária, versford. Orbán Ottó; kétnyelvű kiad.; Maecenas, Bp., 2011